# Битка при Батулия
Битката при Батулия е сражение между български армейски и жандармерийски подразделения и партизанската Втора софийска народоосвободителна бригада по време на Втората световна война.
В средата на май 1944 г. Втора софийска народоосвободителна бригада, формирана от част на Трънски партизански отряд и Войнишки партизански батальон „Христо Ботев“, започва боен поход от с. Кална, Трънско до Западна Стара планина. Походът е част от съсредоточаването на партизански сили в околностите на град София. Бригадата е отлично въоръжена и екипирана с английско оръжие, спуснато с парашути в районите на действие на югославските партизани от ЮНОА.
На 22 май, влизайки в непознат район, пленява местни жители, които използва за водачи. На 23 май достига околностите на с. Батулия. Жандармерията залавя освободените от партизаните водачи и научава за местонахождението на бригадата.
В ранната сутрин на 23 май започва тежко сражение между армейски и жандармерийски подразделения и партизаните, което продължава през целия ден. От двете страни са използвани минохвъргачки, картечници и разнообразно автоматично оръжие. Привечер партизанските сили са разкъсани на три групи. Оставяйки на бойното поле 40 убити и 10 пленени, нелегалните пробиват самостоятелно обръча, възползвайки се от настъпилата тъмнина. В следващите дни до началото на юни жандармерийски и армейски подразделения водят преследване, в което загиват и други партизани. Сред тях са Дичо Петров, Франк Томпсън, Начо Иванов, Йорданка Чанкова, Владо Тричков, Гочо Гопин и др.
Групата на Денчо Знеполски се завръща в района на Трънския партизански отряд, групата на Благой Иванов се съединява със средногорските партизани, а групата на Трифон Балкански с партизаните на ЮНОА.
Битката при Батулия е сред най-тежките сблъсъци между партизани и правителствени сили по време на комунистическото съпротивително движение в България (1941 – 1944).